# Giovanni Battista Angioletti
Pour les articles homonymes, voir Angioletti.
Giovanni Battista Angioletti (Milan, 27 novembre 1896 - Santa Maria la Bruna, Torre del Greco, 3 août 1961) était un journaliste et un écrivain italien.

## Biographie
Possédant une intelligence vive et réfléchie, Angioletti entreprend dans sa jeunesse des études d'ingénieur. Cependant, après la longue interruption qui lui est imposée par la Première Guerre mondiale, il préfèrera s'orienter vers la littérature et le journalisme.
Parallèlement à son travail de romancier, il écrit aussi pour des journaux, d'abord dans des publications mineures. En 1928 il obtient le Prix Bagutta et devient par la suite collaborateur du Corriere della Sera et codirecteur de l'Italia letteraria en 1929. En 1930, il fonde la revue Trifalco.
À partir de 1934 il fait de multiples séjours à l'étranger en tant que lecteur à l'université (Dijon, Besançon) et directeur d'instituts italiens de culture (Prague, Paris). Il séjourne en France pendant la plus grande partie de la Seconde Guerre mondiale, rentrant en Italie seulement en 1945 alors que son permis de séjour ne lui est pas renouvelé.
En 1949, il obtient le Prix Strega pour  La memoria, publié chez Bompiani.
Il fut le fondateur de la Communauté européenne des écrivains, qu'il présida, et fut secrétaire du Syndicat national des écrivains italiens. Angioletti a aussi collaboré avec la RAI dont il dirigea même quelques programmes culturels.